# Барський район
Ба́рський райо́н — колишній район Вінницької області в Україні.
Наявне населення 49923 жителів (1.04.2020), з них міське 33 % (Бар і Копайгород разом), сільське 67 %. Адміністративний центр — місто Бар. Межує із Жмеринським, Шаргородським, Мурованокуриловецьким, Деражнянським, Віньковецьким, Новоушицьким районами.

## Історія

### Давній період
Територія міста Бара була заселена ще з прадавніх часів. На східній околиці міста археологи виявили трипільське поселення /бл. III тисячоліття до н. е./, а на західній — скіфське (середина І тис. до н. е.) і черняхівське (бл. IV ст. н. е.).
Документальна згадка про місто Бар (під назвою Ров) припадає на 1401 р. Відомий український історик Михайло Грушевський в праці «Барське староство» пише: «… що вже в 1405 р. м. Ров було населеним містом, так що заселення його слід віднести до попереднього часу…»
Історики-краєзнавці вважають, що місто виникло і будувалось в середині XIV ст., а можливо раніше. Воно було розташоване на правому березі річки Рів, там, де тепер знаходиться село Чемериси-Барські.
У другій половині XIV ст. місто переходить у власність литовських феодалів, а згодом з 1449 р. Ров попадає під владу Польщі. Крім національного та релігійного гніту населення зазнавало величезних збитків від вторгнення татар і волохів.
Татари захопили місто в 1452 р., літописець Марцін Бельський описав ці трагічні події — татарська орда, яка вторглась на Поділля, взяла приступом і розграбувала фортецю в Рові, що належала шляхтичу Стогніву Рею. Старосту Рея разом з родиною було забрано в полон, замок зруйновано. Деякі мешканці знайшли притулок в Зінькові, але потім повернулися назад в вже засноване місто Бар.
Через півстоліття замок був відбудований і переданий в управління воєводі Станіславу Одровонжу. 1537 рік відкрив новий період в історії краю. В нього і придбала землі дружина Сигізмунда І, королева Бона Сфорца. Звела нову фортецю і назвала місто Баром, на честь свого княжого володіння в Італії, в якому вона народилася. Пільговою грамотою від 24 листопада 1537 року вона звільнє всіх, хто поселився в Барі, від старостинських і королівських податків. Завдяки цьому Бар стає значним торговельним і культурним містом, а Барський замок, який було зведено під керівництвом Альберта Старжеховського, — потужною фортецею, яка боронила місто від татарських нападів. Тоді ж місто отримує магдебурзьке право та герб з ініціалами королеви.
Новий замок, після замку Рова, було зведено на новому місці. Старжеховський вважав, що попереднє місце, не враховуючи його високе розташування, недобре, бо нічим не було закрите. Нове місце напроти — було на протилежному боці річки, відділеною від Кучманського шляху низиною, заслону було збільшено греблею на річці, що утворило став, який облягав місто з 3 боків. Спочатку замок був здебільшого дерев'яний. Стіни й будинки були збудовані з дубових зрубів. дерева як матеріалу якраз в цій місцевості було вдосталь. Стіни були подвійні — між ними засипалася земля. Замок мав 5 дерев'яних двоповерхових башт, головна башта містила браму, над нею каплиця, на самому верху дзвін. на башті була мідна табличка з надписом на латині про те, як дбає та піклується Бона Сфорца про Бар та його замок. Інша башта теж містила браму- тільки меншу, вона пов'язувала замок з містом. Перед в'їздом був бастіон із дубових брусів з двома баштами.
Замок і місто захищав по периметру викопаний рів заповнений водою зі ставу. На 1552 р місто було добре забезпечене зброєю, 4 великих и три малих мідних гармат в замку містом було 21 мідна гармата, 66 гаківниць, 60 аркебузів, куль 11357.
Якщо в 1552 замок був напівдерев'яний то вже в 17 ст. він був повністю мурований. В плані квадратний, на рогах його були бастіони чи башти, які задалеко відступали від периметру мурів і висовувалися по діагоналі. Але мало що збереглося вже на початок 20 ст. Дослідник подільської землі Сіцінський Юхим Йосипович пише: «На місці ставу сіножаті та городи. На краю міста руїни замку та рештки мурів, що оточували замок. Заввишки мури 6-7 м, на висоті 5-6 м йде гзимс, а над ним бійниці. Башт до нашого часу не збереглося».
У 1538 році м. Бар стає центром Барського староства, яким залишається до кінця XVIII ст. Протягом багатьох років населення Барщини веде героїчну боротьбу за своє визволення. В 1594 р. вибухнуло велике повстання проти гніту польських феодалів під проводом Северина Наливайка і Григорія Лободи, в якому взяло участь населення Бара.
У часи Визвольної війни українського народу 1648—1657 рр. під керівництвом Богдана Хмельницького Бар був одним з важливих об'єктів, за який точилися запеклі бої. У 1648 році місто і замок були взяті полковником Максимом Кривоносом. Деякий час Бар був резиденцією Богдана Хмельницького. Але згідно з Андрусівським перемир'ям місто, як і вся Правобережна Україна, залишалося під владою Польщі.
У 1656 році турецький мандрівник Евлія Челебі фіксує в своєму щоденнику «Кам'яний Бар- справді могутня фортеця. Вона набагато краща за інші польські фортеці, має арсенал і гармати».
У 1671 р. Вердум писав в нотатках: «На півночі міста височиться замок, оточений грубими мурами, з чотирма мурованими баштами, між ними веде брама до міста.»
У 1672 році Бар був захоплений турецькою армією. З 1672 по 1699 р. наш край перебував під владою Туреччини. В 1699 р. за Карловицьким договором Правобережна Україна з Поділлям (і в тому числі Бар) переходять до Польщі.

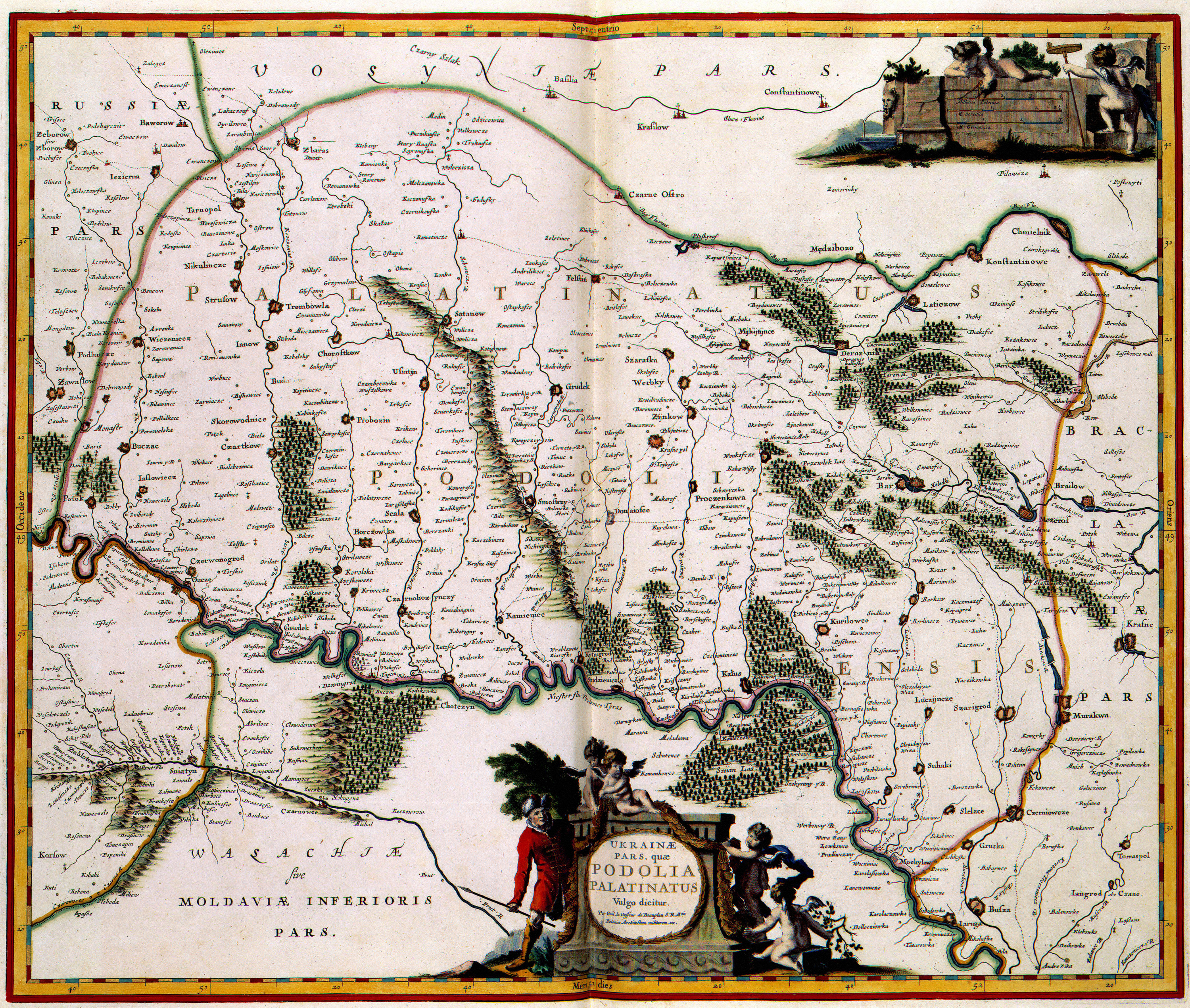
Бар на мапі Боплана 1660 р.

У другий половині 17 ст. Бар терпів воєнні події. В Бар переніс свою резиденцію коронний гетьман Станіслав Конецпольський. Він наказав звести мурований замок на дерев'яному. будівництвом замку зайнявся французький інженер Гійом Левассер де Боплан.
Упродовж XVIII ст. Бар залишався опорним пунктом польсько-шляхетської реакції й католицизму. У відповідь на це в 1702—1704 рр. населення міста брало участь у народному повстанні проти польського гніту, яке очолив Семен Палій.
В 1768 р. в Барі виникло військово-політичне об'єднання польських магнатів — Барська конфедерація. Під командуванням Кречетнікова російська армія взяла в червні того ж року форпост конфедератів. З тих пір замок став занепадати.
У 30-х роках XVIII ст. на території краю поширюється гайдамацький рух під керівництвом Неживого, Журби, Швачки, Бондаренка, Верлана. Вершиною гайдамацького руху була Коліївщина. Царський уряд допоміг полякам придушити повстання. Російські війська захопили Бар, розгромивши і конфедератів.

### В складі Російської імперії
З приєднанням Правобережної України до Росії Бар в 1793 р. увійшов до її складу, як повітове місто, а з 1797 р. — став заштатним містом Могилівського повіту Подільської губернії. Села колишнього Барського староства ввійшли до складу Могилівського, Летичівського і Літинського повітів.
Приєднання Поділля до Російської імперії не поліпшило становища місцевого населення, яке в процесі розпаду феодально-кріпосницького ладу і розвитку капіталістичних відносин зазнавало посиленого кріпосного гніту.
Особливо гострого характеру набирає бандитизм під проводом Устима Кармелюка. Його подільниками були Ілля Малярчук з с. Гармак, Йосип Серветник (він же Покотило, Покотильчук) з с. Комаровець. Розбійники діяли в районі Бар — Ялтушків — Стара Ушиця найактивніше у 1822—1835 рр., а також після вбивства ватажка аж до 1845 р.
В другій половині XIX століття в Подільській губернії відбулися кардинальні зміни. Бар став значним торгово-ремісничим містом Поділля, мав 14 промислових підприємств, з них 4 шкіряні, 2 чавуноливарні, 8 черепичних майстерень, 4 водяні млини та добре розвинений візничий промисел. В 1865 р. в Барі збудовано гуральню (майбутній спиртзавод). З 1880 р. почав працювати пароводяний млин. Подальшому піднесенню економіки міста сприяло будівництво залізниці Жмеринка — Могилів-Подільський.
Первістком цукроваріння в нашому краї став Ялтушківський цукроварний завод, збудований 1871 року. 1900 року першу продукцію дала Барська цукроварня. Розвиток сільського господарства вимагав нової, досконалішої техніки. В селі Чемериси-Волоські (тепер Журавлівка) поміщик Ганицький збудував першу на Поділлі фабрику з ремонту сільськогосподарської техніки та сільськогосподарських знарядь праці. Швидко розвивалася шевська справа, ковальське та столярне ремесло.
Розвиток промисловості й ремесла сприяв виникненню культурно-освітніх закладів. У місті було два училища — повітове, створене у 1803 р. і духовне, відкрите у 1837 р. Починаючи з 80-х років і до кінця XIX ст. майже у всіх великих селах діяли церковно-приходські школи, а в значній частині малих сіл — школи грамоти. Найперші церковнопарафіяльні школи з'явились у селах Верхівка, Біличин, Митки, Чемериси-Волоські (Журавлівка), Слобода Ялтушківська, Ялтушків. В Барі працювало дві лікарні.
Закінчився період відносно мирного розвитку українського суспільства — XIX ст. Розпочиналась епоха великих потрясінь — XX ст.
Поділля залишалось аграрним районом з розвиненою переробною промисловістю. У зв'язку з переходом на капіталістичні відносини і будівництвом залізниць в нашому краї розвивалась торгівля. Основним її центром був Бар.
Помітні кроки здійснюються у розвитку освіти. Ще з 1868 р. діяло міське двокласне училище /нині будинок греко-католицької церкви/. У 1907 р. до ладу стало реальне училище /тепер СШ № 4/, у 1911 р. відкрито приватну гімназію для дівчат /тепер СШ № 2/, яка згодом одержала право приватно-державної.
При Барській міській управі в 1900 р. відкрилась перша бібліотека.
В Барі для управління містом обиралась міська дума. У 1905 р. Поділля охопили революційні виступи. Навесні і влітку 1905 р. було найбільше піднесення страйкової боротьби в Барі і селах нашого краю. В травні 1905 р. відбулися страйки Барської та Ялтушківської цукроварень. Робітники вимагали покращити умови праці і збільшити зарплату.

### Новітній період
Перша світова війна 1914 р. завдала нових бідувань населенню району. У лютому 1918 р. Бар окупували війська кайзерівської Німеччини. У боях з австро-німецькими окупантами брав участь Барський червоногвардійський загін.
23 березня 1919 р. Богунський полк зайняв Бар, а в червні цього ж року місто перейшло до рук УГА. В січні 1920 року містом знову оволоділи загони Червоної Армії, а в квітні місто визволили союзні війська УНР і Польщі. Радянську владу в районі втретє було встановлено 24 червня 1920 року.
Зразу ж після закінчення військових дій розпочалося відродження промисловості й сільського господарства. Реконструюються спиртовий та цукровий заводи, споруджується машинобудівний завод, відкриваються нові підприємства: цегельні заводи, хлібозавод, швейна фабрика, електростанція, машинно-тракторна станція.
Місто було електрифіковано у 1936 р. У Барі будують районну лікарню, школи. Ще в 1925 р. був відкритий механічний технікум. З квітня 1931 р. почала виходити районна газета «Більшовицькими темпами» /тепер «Подільський край»/.
Трагічний голод 1933 р. в СРСР, як наслідок «колективізації» не поминув й Барського району. Смерть від голоду спустошувала цілі села. Так, у Копайгороді, як свідчить статистика, лише за півроку померло 273 осіб, у селі Польовому — 200 осіб.
Після голоду в країні відновилися масові репресії 1936-39 рр., організовані правлячою клікою ВКП(б), які за розмахом не поступались революційному ленінсько-троцкістському терору. Чимало загинуло й жителів Барського району.
Напад військ нацистської Німеччини перервав подальший розвиток нашого краю. 15 липня 1941 р. гітлерівці окупували Ялтушків і більшість сіл Барського району, а 16-го — сам райцентр. Нові окупанти розстріляли близько 7,5 тис. мирних громадян, 2 тис. вивезли на примусові роботи до Німеччини. Більше 8 тис. мешканців району загинуло в боях за Батьківщину.
19 березня 1944 р. війська 18-ї та 38-ї армій Першого Українського фронту розпочали бої за вигнання німців з району. 25 березня частини 305-ї стрілецької дивізії /командир — полковник О. Ф. Васильєв/ 74-го стрілецького корпусу 38-ї армії оволоділи Баром. У боях за населені пункти району віддали своє життя 1186 воїнів.
2001 року Бар відзначив 600-річчя з дня першої документальної згадки про нього.
На території району налагоджено видобуток мінеральних вод «Верхівська перлина» в с. Верхівка та «Барчанка» в с. Матейків.

## Адміністративний устрій
Район поділяється на 1 міську раду — Барську, 1 селищну — Копайгородську і 27 сільських рад, що об'єднують 92 сільських населені пункти. Адміністративний центр — місто Бар.

## Транспорт
Територією району проходять такі:
- автошляхи E583 (М21), Т 0218, Т 0229, Т 0232, Т 0241, Т 0610, Т 2305 та Т 2310;
- залізничні лінії
  - Жмеринка — Гречани: зупинний пункт Васютинці;
  - Жмеринка — Окниця: станції Бар, Копай; зупинні пункти Володіївці, Киянівка, Лісове, Мартинівка, Митки, Степанки.

## Освіта
В районі працюють 39 шкіл. Із них:
- І ступеня — 11;
- І-ІІ ступеня − 21;
- I-III ступеня — 16.

Працюють ДЮСШ, Центр позашкільної роботи з дітьми та підлітками і 36 дитячих садків.
На території району функціонують:
- Барський коледж транспорту та будівництва;
- Барський гуманітарно-педагогічний коледж ім. М. Грушевського;
- ДНЗ «Барський ПБЛ»
- Кузьминецьке ПТУ № 34.

## Населення
Розподіл населення за віком та статтю (2001)
| Стать | Всього | До 15 років | 15-24 | 25-44 | 45-64 | 65-85 | Понад 85 |
| --- | ------ | ----------- | ----- | ----- | ----- | ----- | -------- |
| Чоловіки | 28 064 | 5447        | 4130  | 8075  | 6886  | 3381  | 145      |
| Жінки | 34 171 | 5219        | 4044  | 7956  | 8876  | 7457  | 619      |
| \| Статево-вікова піраміда \| Статево-вікова піраміда \| Статево-вікова піраміда \| \| ----------------------- \| ----------------------- \| ----------------------- \| \| Чоловіки \| Вік \| Жінки \| \| 145 \| 85 + \| 619 \| \| 222 \| 80-84 \| 975 \| \| 735 \| 75-79 \| 2122 \| \| 1200 \| 70-74 \| 2362 \| \| 1224 \| 65-69 \| 1998 \| \| 2006 \| 60-64 \| 2933 \| \| 1348 \| 55-59 \| 1764 \| \| 1713 \| 50-54 \| 2026 \| \| 1819 \| 45-49 \| 2153 \| \| 2211 \| 40-44 \| 2107 \| \| 2092 \| 35-39 \| 2021 \| \| 1904 \| 30-34 \| 1961 \| \| 1868 \| 25-29 \| 1867 \| \| 1708 \| 20-24 \| 1763 \| \| 2422 \| 15-20 \| 2281 \| \| 2192 \| 10-14 \| 2158 \| \| 1845 \| 5-9 \| 1714 \| \| 1410 \| 0-4 \| 1347 \| |        |             |       |       |       |       |          |
| Статево-вікова піраміда |        |             |       |       |       |       |          |
| Чоловіки | Вік    | Жінки       |       |       |       |       |          |
| 145 | 85 +   | 619         |       |       |       |       |          |
| 222 | 80-84  | 975         |       |       |       |       |          |
| 735 | 75-79  | 2122        |       |       |       |       |          |
| 1200 | 70-74  | 2362        |       |       |       |       |          |
| 1224 | 65-69  | 1998        |       |       |       |       |          |
| 2006 | 60-64  | 2933        |       |       |       |       |          |
| 1348 | 55-59  | 1764        |       |       |       |       |          |
| 1713 | 50-54  | 2026        |       |       |       |       |          |
| 1819 | 45-49  | 2153        |       |       |       |       |          |
| 2211 | 40-44  | 2107        |       |       |       |       |          |
| 2092 | 35-39  | 2021        |       |       |       |       |          |
| 1904 | 30-34  | 1961        |       |       |       |       |          |
| 1868 | 25-29  | 1867        |       |       |       |       |          |
| 1708 | 20-24  | 1763        |       |       |       |       |          |
| 2422 | 15-20  | 2281        |       |       |       |       |          |
| 2192 | 10-14  | 2158        |       |       |       |       |          |
| 1845 | 5-9    | 1714        |       |       |       |       |          |
| 1410 | 0-4    | 1347        |       |       |       |       |          |

Національний склад населення за даними перепису 2001 року:
| Національність | Кількість осіб | Відсоток |
| -------------- | -------------- | -------- |
| українці       | 60116          | 96,59 %  |
| росіяни        | 1617           | 2,60 %   |
| поляки         | 177            | 0,28 %   |
| молдовани      | 76             | 0,12 %   |
| євреї          | 66             | 0,11 %   |
| інші           | 187            | 0,30 %   |

Мовний склад населення за даними перепису 2001 року:
| Мова       | Кількість осіб | Відсоток |
| ---------- | -------------- | -------- |
| українська | 60623          | 97,40 %  |
| російська  | 1471           | 2,36 %   |
| молдовська | 37             | 0,06 %   |
| білоруська | 30             | 0,05 %   |
| польська   | 26             | 0,04 %   |
| інші       | 52             | 0,08 %   |

## Політика
25 травня 2014 року відбулися Президентські вибори України. У межах Барського району була створена 71 виборча дільниця. Явка на виборах складала — 70,44 % (проголосували 31 271 із 44 391 виборців). Найбільшу кількість голосів отримав Петро Порошенко — 68,20 % (21 328 виборців); Юлія Тимошенко — 16,82 % (5 261 виборців), Олег Ляшко — 5,54 % (1 732 виборців), Анатолій Гриценко — 2,88 % (902 виборців). Решта кандидатів набрали меншу кількість голосів. Кількість недійсних або зіпсованих бюлетенів — 0,83 %.

## Культура
У районі діють 9 творчих колективів, що мають звання народних:
- Барський духовий оркестр «Камертон»;
- Вокальний ансамбль козацької пісні «Родина» (с. Каришків)
- ВІА «Квітень»;
- танцювальний ансамбль «Веселка»;
- вокальний ансамбль «Елегія»;
- ансамбль бального танцю «Глорія-данс»
- чоловічий ансамбль пісні «Матійківські самоцвіти» із села Матейків;
- жіночий фольклорний ансамбль народної пісні «Нива» при районному будинку культури
- рок гурт «Ф. О. Г.».

### Пам'ятки району
- Пам'ятки археології Барського району
- Пам'ятки архітектури Барського району
- Пам'ятки історії Барського району
- Пам'ятки монументального мистецтва Барського району

## Фільми про Барщину
- Єжи Гоффман — Вогнем і мечем (фільм)
- Червона Лоріда — Місто на Кучманському шляху
- Януш Маєвський — Королева Бона[pl] — 5 серія.  [Архівовано 25 лютого 2012 у Wayback Machine.]

## Цікаві історії з життя району
У кінці дев'ятнадцяого століття священником у селі Володіївці було призначено Івана Крижанівського. За матушку була його дружина Неоніла Варфоломіївна, до шлюбу Ткаченко. До неї часто приїздила в гості випускниця Київської Фундуклеївської жіночої гімназії Марія Ткаченко, яка була рідною сестрою пані Неоніли. З дворічного віку, після смерті матері, дівчинка виховувалася батьком, керуючим комерційним банком міста Жмеринки. 1900 року до молодшої сестри посватався випускник юридичного факультету Київського університету Святого Володимира Андрій Лівицький, відома політична особа у Києві — керівник Молодої Громади, сподвижник Андрія Антоновича, Миколи Порша, Миколи Міхновського та інших революціонерів. Одначе, батьки жениха,стовпові дворяни із Золотоноші Полтавської губернії не дали благословення молодим через те, що син активно займався політичною діяльністю, часто переслідувався жандармським управлінням через неблагонадійність і заклики до повалення царату, в цьому йому всяко допомагала його подруга Марія Ткаченко. Не благословив шлюбу і батько Марії — Варфоломій Семенович Ткаченко. За справу взялася старша сестра дівчини, матушка церкви села Володіївці Неоніла Крижанівська.
15 липня 1900 року у Володіївцях священик Іван Крижанівський благословив шлюб Андрія Лівицького і Марії Ткаченко. В будинку священника відбулося весілля, участь у якому взяли київські студенти, які прибули на станцію Копай поїздом.
З часом наречений Андрій Лівицький став членом Української Центральної Ради, в часи буремних подій — губернський комісар УНР у Полтавщині, заступник Голови Ради Міністрів в кабінетах уряду Бориса Мартоса та Ісаака Мазепи, товариш, себто заступник міністра і міністр юстиції в цих урядах. Протягом 1920–1921 років виконувач обов'язків глави уряду УНР, а після загибелі Симона Петлюри — беззмінний керівник Директорії, головний Отаман військ УНР — з 1926 року до останнього свого дня 17 січня 1954-го. Казати б, головний страж українського душі, віри в велику славу майбутньої України в екзилі (у вигнанні).
Одружені у Володіївцях Андрій та Марія Лівицькі мали двох дітей: дочку Наталію — 1902 року народження та на пять літ молодшого сина Миколу. Наталя Андріївна Лівицька-Холодна стала знаменитою українськоє поетесою, її творчість вивчають нині у школі, прожила 102 з лишком роки (1902–2005 рр). Микола Андрійович через дванадцять літ після батька перейняа жезл Президента УНР в екзилі. Їхня мати Марія Лівицька написала і видала книгу мемуарів, озаглавлену «На грані двох віків», де, зокрема, розповідається і про заблукале весілля у Володіївцях.
Про все це написав письменник-дослідник минувшини Олександр Горобець. Статтю про це виставлено на сайті району у Вікіпедії.